# تشارلز إي. روزنبرغ
تشارلز إي. روزنبرغ (بالإنجليزية: Charles E. Rosenberg)‏ هو مؤرخ طبي ‏ ومؤرخ أمريكي، ولد في 11 نوفمبر 1936 في نيويورك في الولايات المتحدة.